# Episodi di Un passo dal cielo (sesta stagione)
La sesta stagione della serie televisiva Un passo dal cielo (dal titolo Un passo dal cielo - I Guardiani) è stata trasmessa in prima visione su Rai 1 dal 1º aprile al 20 maggio 2021. Il primo episodio è stato pubblicato in anteprima sulla piattaforma streaming RaiPlay il 31 marzo 2021.
| n° | Titolo                      | Prima TV Italia |
| -- | --------------------------- | --------------- |
| 1  | La bambina magica           | 1º aprile 2021  |
| 2  | Sogni e ossessioni          | 8 aprile 2021   |
| 3  | Il leone della montagna     | 15 aprile 2021  |
| 4  | Tanatosi                    | 22 aprile 2021  |
| 5  | La domesticazione dell'uomo | 29 aprile 2021  |
| 6  | Il confine                  | 6 maggio 2021   |
| 7  | Il sentiero delle ore       | 13 maggio 2021  |
| 8  | Lacrime nella pioggia       | 20 maggio 2021  |

## La bambina magica
- Diretto da:
- Scritto da:

### Trama
Dopo la morte di Emma, Francesco ha lasciato la forestale ed è pronto a trasferirsi in Slovenia insieme ai lupi di Emma, ma il ritrovamento di Dafne, una donna misteriosa, posticiperà la sua partenza. Intanto Manuela, la sorella di Vincenzo, arriva a San Vito di Cadore in procinto di sposarsi con Antonio, un caro amico di Vincenzo. Elda, la nuova fidanzata di Vincenzo, assume Carolina come wedding planner perché organizzi un matrimonio eco-friendly, ma quest'ultima si fa passare per vegana, mentre non lo è, per cui Vincenzo la tratta come una truffatrice ma ne è attratto allo stesso tempo. Si scopre che Dafne ha una figlia, Lara, ed è a sua volta figlia di Christoph, un amico di Francesco che vive in solitudine con un'aquila e non ha mai riconosciuto Dafne. Alla fine, Manuela sull'altare decide di non sposare più Antonio, che stava diventando sempre più violento con lei.
- Citazione finale: "Credo che una foglia d’erba non sia meno di un giorno di lavoro delle stelle. e alla domanda che cosa c'è di buono in tutto questo? La risposta è che tu sei qui, che la vita esiste, che tu sei vivo" (Walt Whitman)
- Altri interpreti: Nicola Pannelli, Filippo De Carli, Anita Kravos, Stefano Scandaletti, Pavel Zelinskiy, Daniela Duchi, Flavia Furno, Mia McGovern Zaini
- Ascolti Italia: telespettatori 5 154 000 – share 22,5%[1]

## Sogni e ossessioni
- Diretto da:
- Scritto da:

### Trama
Camilla, un'aspirante poliziotta, salva Manuela dall'esplosione di una bomba. Francesco e Vincenzo indagano su chi possa essere il responsabile. All'inizio Vincenzo sospetta di Camilla, ma di bombe ne scoppiano altre e alla fine si scopre che invece era il padre di Camilla, che nel frattempo ha rapito Manuela, che viene salvata in extremis.
Intanto Mela, la figlia del commissario, sente nostalgia della madre, Eva, in vista della festa della mamma. Sarà Carolina a creare un collegamento online con Eva per permetterle di vedere la recita della figlia.
Francesco regala a Lara un cucciolo di lupo, che la bambina chiamerà Nuvola, e scopre che lei conosceva Emma, così come sua madre.
- Citazione finale: "Per ricevere, è necessario prima aprire la mano. E lasciare andare" (Lao Tzu)
- Altri interpreti: Rocio Munoz Morales, Luca Chikovani, Filippo De Carli, Nicola Pannelli, Stefano Scandaletti, Matteo Carlomagno, Dario Manera, Massimo Rigo, Arianna Parisi Presicce, Fabrizio Rizzolo, Mia McGovern Zaini
- Ascolti Italia: telespettatori 5 294 000 – share 22,6%[2]

## Il leone della montagna
- Diretto da:
- Scritto da:

### Trama
Una rifugiata curda incinta scompare nel nulla. Verrà ritrovata dopo il parto, ma la bambina è stata rapita e il padre della stessa viene ucciso.
Dafne nel frattempo si risveglia, ma non si ricorda chi le ha sparato. Dovrà vivere col padre che odia per amore della figlia.
Manuela riceve la visita di una sua vecchia amica di università, Clara, ma quest'ultima cova del rancore nei suoi confronti.
- Citazione finale: "La consapevolezza e l'amore, forse, sono la stessa cosa, perché non conoscerete niente senza l'amore mentre con l'amore conoscerete molto" (Fëdor Dostoevskij)
- Altri interpreti: Valeria Cavalli, Luca Chikovani, Filippo De Carli, Giancarlo Ratti, Renata Malinconico, Igor Chierici, Gianmaria Martini, Elisa Zanotto, Miriam Previati, Fabrizio Pisu, Giulia Briata, Mia McGovern Zaini, Claudia Tranchese
- Ascolti Italia: telespettatori 4 913 000 – share 20,8%[3]

## Tanatosi
- Diretto da:
- Scritto da:

### Trama
Un’ingegnera della miniera viene trovata in fin di vita e Vincenzo inizia ad indagare scoprendo delle novità sulla morte di Emma, ma decide di non dire nulla a Francesco. Manuela si sta allenando per passare l'esame per diventare agente semplice all'insaputa del fratello, e con la sua determinazione riesce a superarlo. Vincenzo lascia un anello di una condomina che doveva far pulire in casa, Elda lo trova e crede di stare per ricevere una proposta di matrimonio. Vincenzo per un po' glielo lascia credere, ma Elda lo dice a tutti e Carolina gli fa capire che non è la cosa giusta da fare, così manda a monte il matrimonio mentre Elda si prova l'abito. Nel frattempo Enrico si lascia convincere da Isabella ad andare a cavallo ma, subito dopo averla baciata, ha un incidente e si rompe una gamba.
- Citazione finale: "Dobbiamo avere il coraggio di abbandonare tutto, dobbiamo osare il gran salto nel cosmo, e allora, allora sì che la vita diventa infinitamente ricca e abbondante, anche nei suoi più profondi dolori" (Etty Hillesum)
- Altri interpreti: Luca Chikovani, Filippo De Carli, Anita Kravos, Giancarlo Ratti, Nicola Pannelli, Matteo Carlomagno, Stefano Scandaletti, Chiara Degani, Ivan Zerbinati, Gilda Postiglione, Christoph Hulsen, Mirella Cicilano, Ilaria Bernabei, Mia McGovern Zaini
- Ascolti Italia: telespettatori 4 952 000 – share 21,6%[4]

## La domesticazione dell'uomo
- Diretto da:
- Scritto da:

### Trama
Una ricercatrice universitaria, Amanda, viene trovata morta. Manuela comincia il nuovo lavoro al commissariato, ma Vincenzo le dà mansioni da ultima arrivata. Durante il controllo delle telecamere cittadine però Manuela nota una coppia sospetta e Francesco le chiede di andare con lui per cercare i due. Quando li trovano, grazie a loro scoprono che il capo spedizione ha sfruttato la teoria di Amanda per arricchirsi, dato che stava per essere cacciato dall'università. Ma non è lui l'assassino. È invece stata la madre di Kenneth, il fidanzato di Amanda, perché non voleva che anche il figlio morisse arrampicandosi come era successo col marito, amico di Cristoph.
Carolina chiede a Vincenzo di aiutarla perché è sicura che qualcuno la segue. Vincenzo scoprirà che si tratta di un ragazzino, Paolo, che è il figlio di Carolina. All'inizio lei non vuole vederlo, ma poi si conoscono e si piacciono. Paolo però è scappato di casa. Tornerà alla fine con il padre, Moritz. Dafne scopre che Cristoph non ha abbandonato lei e la madre, ma è invece stata la madre a lasciare lui senza dirgli che aspettava un figlio. Fanno così pace.
- Citazione finale: "Se tu mi addomestichi, noi avremo bisogno l'uno dell'altro. Tu sarai per me unico al mondo, e io sarò per te unica al mondo" (Antoine de Saint-Exupéry)
- Altri interpreti: Silvia Cohen, Fabio Ghidoni, Luca Chikovani, Filippo De Carli, Luca Lazzareschi, Claudia Marchiori, Lorenzo Adorni, Viola Sartoretto, Gilda Postigilione, Roberto Serpi, Nicola Canal, Mia McGovern Zaini
- Ascolti Italia: telespettatori 4 747 000 – share 20,2%[5]

## Il confine
- Diretto da:
- Scritto da:

### Trama
La vittima è Achille Montini, sindaco del piccolo paese sul confine con l'Austria e proprietario di un lanificio. La figlia Federica, cieca, trova il cadavere. Nel paese c'è una faida da un secolo tra la famiglia Montini e la famiglia Keplet. E Federica è fidanzata di nascosto con Mathias Keplet. Vincenzo cerca inutilmente di uscire con Carolina, ma ogni suo tentativo è bloccato dal furbo figlio di lei, Paolo. Manuela riceve la visita inaspettata e sgradita del suo ex fidanzato Antonio. Lui vuole sapere cosa devono farne della casa di Napoli, ma anche se all'inizio sembra cambiato e più calmo, in realtà è sempre lo stesso e solo l'intervento di Francesco evita il peggio. Inoltre, per colpa dell'agitazione indotta dal ritorno del suo ex, Manuela fa scarcercare per sbaglio una persona indagata e Vincenzo, come suo superiore, deve prendere provvedimenti. Francesco è impegnato con diverse donne nella sua vita: Dafne, con la piccola Lara, che spera di avere una storia con lui; Manuela che si rifugia al suo capanno ogni volta che deve riflettere; Federica, che si sfoga con lui quando scopre che Mathias prima è accusato dell'omicidio e dopo che non è un Keplet, ma il ragazzino che 7 anni prima l'aveva resa cieca per le conseguenze di uno scippo. Alla fine si scopre che l'assassino è il fratello di Achille e Federica perdona Mathias quando scopre che pure il padre l'aveva perdonato.
- Citazione finale: "Questo era il paradiso. Gli uomini non lo sanno, ma la nostalgia che sentono di fronte la bellezza è nostalgia del paradiso" (Daniele Mencarelli)
- Altri interpreti: Stefania Orsola Garello, Fabio Ghidoni, Flavio Furno, Luca Chikovani, Manuel Zicarelli, Filippo De Carli, Valentina Bartolo, Alice Zanini, Davide Dolores, Valentina Munafò, Mia McGovern Zaini
- Ascolti Italia: telespettatori 4 860 000 – share 21,8%[6]

## Il sentiero delle ore
- Diretto da:
- Scritto da:

### Trama
La vittima è Alex Grossi, un ragazzo che viene trovato morto sul "sentiero delle ore", chiamato così perché ad ogni ora bisogna meditare. Accanto c'è un monastero di frati e lì scoprono che Alex era un ex tossicodipendente e che ha cambiato il cognome prendendo quello della madre. Il padre è un ex generale dell'esercito che non fa una piega alla notizia. Vincenzo convince Carolina a piantare la vite che ha in casa in una vera vigna, ma l'unica che trovano adatta appartiene al padre di Elda. Sarà proprio Elda a mettere una buona parola perché sia fatta la vendita. Francesco torna al monastero ma scopre che è tardi per fare domande e quindi decide di rimanere a dormire. Di notte sente delle urla, scende nel chiostro e viene attaccato dal guardiano, che in realtà è uno spacciatore. Poi scopre che chi urla nella notte è un novizio, Filiberto, che sta nel monastero per i guai avuti con la madre, la professoressa che seguiva Alex. È lei ad averlo ucciso, anche se è un omicidio preterintenzionale. Isabella e Enrico si amano, ma lui viene a sapere che la malattia si è aggravata e quindi la lascia, anche per permetterle di fare il viaggio negli USA con Giorgio. Ma Giorgio parla con lui e poi con Isabella e rinuncia a lei perché sia felice. Vincenzo e Manuela alla fine si decidono a dire a Francesco dei sospetti sulla morte di Emma. Lui la prende male, ma poi decide di indagare, anche perché poi ha una visione del suo omicidio.
- Citazione finale: "Mai rassegnarsi, mai scappare. Meglio affrontare tutto, e soffrire. Non è poi così male ma mai, in nessun caso, rassegnarsi" (Etty Hillesum)
- Altri interpreti: Vitaliano Trevisan, Fabio Ghidoni, Luca Chikovani, Filippo De Carli, Giancarlo Ratti, Gilda Postiglione, Anna Ferruzzo, Beppe Chierici, Federico Tocci, Francesco Patanè, Marco Risiglione, Diego Facciotti. Antonio Piovanelli. Gillo Giustolisi
- Ascolti Italia: telespettatori 5 015 000 – share 23,2%[7]

## Lacrime nella pioggia
- Diretto da:
- Scritto da:

### Trama
Beric, un uomo che seguiva Dafne e che lei spaccia per suo ex fidanzato, è morto ucciso da un colpo di pistola. Francesco sospetta subito della ragazza, ma Cristoph si costituisce. Intanto un uomo, Samir Oblak, arriva dalla Slovenia, dichiarandosi il padre di Lara e reclamando per sé la figlia. Lara è in effetti figlia sua, ma gli è stata sottratta anni addietro da Dafne che, durante una rapina organizzata a casa di Oblak con la sua complicità, ha visto l'uomo uccidere la moglie e in procinto di far del male alla bambina. Francesco scopre che ad uccidere Beric è stato Ormond, un uomo che lavora nella miniera e che ha preso parte con Dafne alla rapina in casa di Oblak. Beric, inviato da Oblak sulle tracce della figlia, ricattava Dafne e Ormond. Questi ha ucciso anche Emma, al corrente di ogni cosa, per timore che lei lo denunciasse. Francesco lo raggiunge e, accecato dall'ira, gli punta una pistola alla testa, quando Manuela lo dissuade dalla vendetta. Ormond si fa saltare in aria nella miniera, mentre Francesco e Manuela si mettono in salvo. A quel punto Dafne e Oblak vengono arrestati, in seguito sboccia l'amore tra Vincenzo e Carolina. Nel finale Francesco ritorna sulla palafitta dove ricorda un'ultima volta i momenti passati con Emma, dopodiché  accompagna Manuela in stazione a cavallo: la ragazza ha deciso di farsi le ossa altrove, lontano dalla tutela del fratello.
- Citazione finale: "Dove si crea un'opera, dove si continua un sogno, si pianta un albero, si partorisce un bimbo, là opera la vita e si è aperta una breccia nell'oscurità del tempo" (Hermann Hesse)
- Altri interpreti: Fabio Ghidoni, Nicola Pannelli, Giancarlo Ratti, Stefano Scandaletti, Pavel Zelinskiy, Mia McGovern Zaini, Ivan Franek
- Ascolti Italia: telespettatori 5 246 000 – share 24,1%[8]